# کاسترییو د لا بگا
کاسترییو د لا بگا (به اسپانیایی: Castrillo de la Vega) یک شهرستان در اسپانیا است.